# Filomena Fortes
Filomena Maria Spencer Africano Fortes (* 10. April 1966 in Luanda, Angola) ist eine kapverdische Sportfunktionärin.

## Leben
Filomena Fortes begann ihre Karriere als Sportlehrerin an einer weiterführenden Schule. Sie promovierte in den Erziehungswissenschaften in Lissabon. Später wurde sich Hochschulprofessorin an der Universität von Kap Verde.
Sie war Vizepräsidentin der Associação dos Comités Olímpicos de Língua Oficial Portuguesa (ACOLOP). Von 2014 bis 2017 war sie Präsidentin des kapverdischen Handballverbandes. Fortes ist seit 2014 Präsidentin des Comité Olímpico Caboverdiano und seit 2019 das erste ordentliches Mitglied des Internationalen Olympischen Komitees aus Kap Verde. Von 2019 bis 2020 war sie Mitglied der Kommission zur Organisation der Olympischen Sommerspiele 2028. Seit dem 11. März 2022 ist sie Präsidentin der ACOLOP.

## Werke
- Estudo da motivação e do mal-estar dos docentes do ensino secundário nas ilhas de Cabo-Verde.